# Neochauliodes dispar
Neochauliodes dispar är en insektsart som först beskrevs av Herman Willem van der Weele 1906. 
Neochauliodes dispar ingår i släktet Neochauliodes och familjen Corydalidae. Inga underarter finns listade i Catalogue of Life.